# The Black Stallion
The Black Stallion (Brasil: O Corcel Negro / Portugal: O Cavalo Preto) é um filme norte-americano de 1979, do gênero aventura, dirigido por Carroll Ballard  e estrelado por Kelly Reno e Mickey Rooney.

## Sinopse

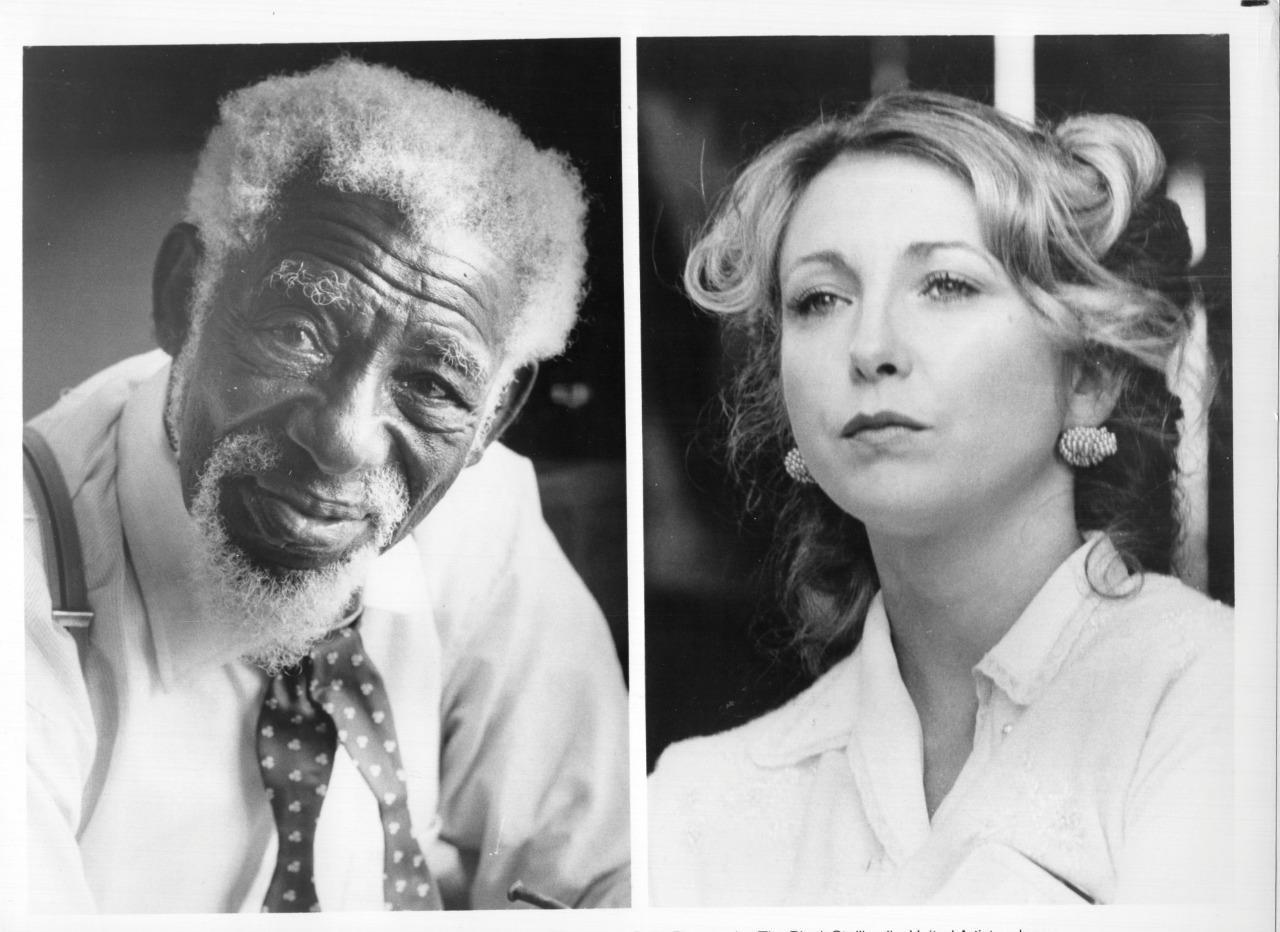
Clarence Muse como Snoe e Teri Garr como a mãe de Alec em The Black Stallion.